# Agnes Haegens
Agnes Haegens (ook Agnes Haeghens) (1703 - 21 mei 1788) was een cisterciënzer kloosterzuster en was tussen 1754 en 1788 abdis van de Abdij van Rozendaal.
Haegens werd in 1754 met eenparigheid van stemmen gekozen als opvolgster van abdis Norberta de Berghe. Zij geldt als een belangrijke bouwheer, ze liet bouwen aan de hoeven en pastorijen (Niel, Grobbendonk, Brecht) die afhingen van de abdij en ze liet ook een poortgebouw (1777) en een koetshuis (1781) optrekken op het domein van de abdij. Noodgedwongen stelde ze een kostschool in om te ontsnappen aan afschaffing van de abdij in het kader van het edict van keizer Jozef II.
Na haar dood werd ze in 1789 opgevolgd door Theresia de Coninck, de laatste abdis van Rozendaal voor de afschaffing van de abdij door de Fransen in 1797.